# 小行星11027
小行星11027（11027 Astafʹev）是一颗绕太阳运转的小行星，为主小行星带小行星。该小行星于1986年9月7日发现。

## 轨道参数
小行星11027的轨道半长轴为2.1641971 UA，离心率为0.093。